# Нітразепам
Нітразепам, еуноктин (англ. Nitrazepam, лат. Nitrazepamum) — лікарський засіб, що відноситься до транквілізаторів з групи похідних бензодіазепіну, що має анксіолітичну, седативну, протисудомну, міорелаксуючу та снодійну дію, та застосовується перорально. Нітразепам запатентований у 1961 році, та застосовується у клінічній практиці з 1965 року. Натепер застосування препарату обмежене у зв'язку із частими побічними ефектами при застосуванні препарату, а також швидким звиканням до препарату.

## Фармакологічні властивості
Нітразепам — синтетичний лікарський засіб, що відноситься до транквілізаторів з групи похідних бензодіазепіну. Механізм дії препарату полягає у взаємодії з бензодіазепіновими рецепторами в алостеричному центрі постсинаптичних рецепторів гамма-аміномасляної кислоти, що розміщені в лімбічній системі, таламусі, гіпоталамусі та бічних рогах спинного мозку та підвищенні чутливості ГАМК-рецепторів (зокрема GABRA1, GABRA2 та GABRA3) до медіатора — гамма-аміномасляної кислоти, що приводить до гальмування міжнейронної передачі у вказаних відділах мозку. Нітразепам має анксіолітичну, протисудомну, міорелаксуючу та снодійну дію. На відміну від інших препаратів з групи бензодіазепінів, при застосуванні нітразепаму спостерігається не лише збільшення загальної тривалості сну, але й подовжується латентна фаза сну та скорочується парадоксальна фаза сну, а також збільшується тривалість поверхневого сну. Нітразепам застосовується при різноманітних порушеннях сну, сомнабулізмі, рідше при епілептичних нападах, а також для премедикації перед хірургічними операціями, епілепсії в дітей від 4 місяців до 2 років, абстинентному синдромі при алкоголізмі. Проте тривале, а також безконтрольне застосування, нітразепаму призводить до розвитку психологічної або фізичної залежності від препарату. Основними симптомами залежності від нітразепаму є зниження концентрації уваги, дезорієнтація, головокружіння, сонливість, в'ялість, порушення координації рухів, амнезія, іноді — ейфорія, сплутаність свідомості, депресія, тремор, головний біль, безконтрольні рухи тіла. При різкій відміні препарату можуть спостерігатись дратівливість, тривожність, збудження, страх, головний біль, безсоння, підвищене потовиділення, депресія, парестезії, судоми, галюцинації. При застосуванні нітразепаму часто спостерігаються побічні ефекти, зокрема нітразепам, як і клоназепам, німетазепам та флунітразепам, є одним із найбільш потенційно гепатотоксичних препаратів з групи бензодіазепінів. При тривалому застосуванні нітразепаму, як і інших бензодіазепінів, спостерігається підвищений ризик розвитку злоякісних пухлин різних локалізацій.

### Фармакокінетика
Нітразепам при прийомі всередину швидко всмоктується та розподіляється в організмі, біодоступність препарату при пероральному прийомі складає 80 %. Максимальна концентрація нітразепаму в крові досягається протягом 2—3 годин після прийому препарату. Нітразепам добре (більш ніж на 80 %) зв'язується з білками плазми крові. Препарат проникає через гематоенцефалічний бар'єр та через плацентарний бар'єр, і виділяється в грудне молоко. Метаболізується нітразепам в печінці з утворенням неактивних метаболітів. Виводиться препарат з організму переважно нирками у вигляді неактивних метаболітів. Період напіввиведення нітразепаму з організму становить у середньому 26 годин, при порушеннях функції печінки або нирок цей час може збільшуватися.

## Покази до застосування
Нітразепам застосовують при різноманітних порушеннях сну, сомнабулізмі, при епілептичних нападах, епілепсії в дітей від 4 місяців до 2 років, абстинентному синдромі при алкоголізмі.

## Побічна дія
При застосуванні нітразепаму часто спостерігається виникнення різноманітних побічних ефектів. Зокрема, препарат, як і низка інших сполук класу бензодіазепінів, може спричинювати гепатотоксичний ефект. При тривалому застосуванні препарату, як і інших бензодіазепінів, спостерігається підвищений ризик виникнення злоякісних пухлин різних локалізацій. За даними клінічних досліджень, нітразепам також може спричинювати раптову смерть у ранньому дитячому віці, а також через активацію парасимпатичної нервової системи може спричинювати бронхоспазм та респіраторний дистрес-синдром у дітей раннього віку. Іншими побічними ефектами препарату є:
- Алергічні реакції — висипання на шкірі, свербіж шкіри.
- З боку травної системи — нудота, блювання, діарея або запор, сухість у роті.
- З боку нервової системи — підвищена стомлюваність, м'язова слабість, сонливість, загальмованість, порушення координації рухів, головний біль, сплутаність свідомості, атаксія, порушення зору, депресія, виникнення суїцидальних думок, галюцинації.
- Інші побічні реакції — пригнічення дихання у хворих із обструктивними захворюваннями легень, зміна лібідо.

## Протипокази
Нітразепам протипоказаний при підвищеній чутливості до препарату або до інших похідних бензодіазепіну, при гострій дихальній недостатності, при важкій печінковій або нирковій недостатності, міастенії, при висковій епілепсії, при закритокутовій формі глаукомі, гострій інтоксикації алкоголем або препаратами, що спричинюють пригнічення дихання, при вагітності та годуванні грудьми.

## Форми випуску
Нітразепам випускається у вигляді таблеток по 0,0005 г і суспензії для перорального застосування із вмістом 2.5 мг діючої речовини у 5 мл суспензії. Реєстрація препарату в Україні закінчилась у березні 2013 року.